# Setanta Sports
Setanta Sports ist eine Gruppe von Fernsehsendern in Eurasien und den Philippinen, die auf Sportberichterstattung spezialisiert sind. Zuvor betrieb Setanta Sports auch Sender in Irland, Großbritannien, Asien, Afrika, Australien, den USA und Kanada.
Das Unternehmen hinter Setanta Sports, Setanta Sports Media, wurde 1990 in Dublin gegründet. Die ersten Kanäle starteten jedoch erst Mitte der 2000er Jahre. Seit 2021 gehört Setanta Sports zum georgischen Unternehmen Adjarasport.

## Senderliste

### Derzeitige Sender

#### Eurasien
Seit 2012 betreibt Setanta Sports 13 Kanäle in Armenien, Aserbaidschan, Georgien, Kasachstan, Kirgisistan, Moldawien, Tadschikistan, Turkmenistan, Ukraine, Usbekistan und im Baltikum. Diese 13 Kanäle wurden zu unterschiedlichen Zeitpunkten gestartet und können, wie etwa die ukrainischen und kasachischen Kanäle, beispielsweise über Satellit empfangen werden (Viasat in der Ukraine, AlmaTV in Kasachstan).
2023 wurde Setanta Sports vom belarussischen Informationsministerium in ganz Belarus verboten.

#### Philippinen
Der philippinische Ableger wurde November 2022 gestartet, nachdem der Mitgründer von Setanta Sports Michael O’Rourke und Adjarasport sich die Rechte für die Premier League im Land sichern konnten.
Zuvor war Setanta Sports auf den Philippinen von 2011 bis 2020 über Setanta Sports Asia zu empfangen.

### Ehemalige Sender

#### Irland
Der irische Ableger von Setanta Sports wurde im August 2004 gestartet. Damals konnte man Setanta Sports über den irischen Kabelanbieter NTL, der heute zu Virgin Media gehört, empfangen.
Im Jahr 2015 war das irische Telekommunikationsunternehmen Eir dabei, die irischen Fernsehsender von Setanta Sports zu übernehmen. Die Übernahme lief erfolgreich, und die beiden Sender, Setanta Ireland und Setanta Sports 1, wurden im Juli 2016 in Eir Sport 1 bzw. Eir Sport 2 umbenannt. Beide Eir Sport-Kanäle wurden bis 2021 eingestellt.

#### Großbritannien
Der britische Ableger startete am 5. Juli 2002 als Pay-per-View-Kanal auf Sky Digital, gefolgt von dem Zweitkanal Setanta Sport 2 im September.
Im Juni 2009 wurden die britischen Sender unter Zwangsverwaltung gestellt und stellten den Sendebetrieb ein. Die Firma Deloitte kümmerte sich um die Zwangsverwaltung. Sowohl von der englischen Premier League als auch von der schottischen Premiership wurden hohe Geldsummen gefordert.

#### Asien
Im Jahr 2011 startete Setanta Sports einen Ableger in Asien, der in Hongkong, Indonesien, Malaysia, Brunei, Singapur, Thailand, Sri Lanka, der Mongolei, Taiwan und den Philippinen empfangbar war. 2015 wurde dieser Sender an Discovery Communications verkauft.
Im Januar 2020 wurde Setanta Sports Asia durch den Kanal RugbyPass TV, welcher sich auf Rugby-Programme spezialisiert, ersetzt. Dieser wurde jedoch später wieder eingestellt und 2021 durch Premier Sports Asia, einen Schwesterkanal des in Irland ansässigen Premier Sports, ersetzt.

#### Afrika
Setanta Sports betrieb zwei verschiedene Sender in Subsahara-Afrika, Setanta Africa und Setanta Action. Beide Sender wurden Ende 2013 von Fox übernommen und in Fox Sports Africa und Fox Sports Africa 2 umbenannt. 2019 wurden diese beiden Sender wiederum, aufgrund der Übernahme von 21st Century Fox durch Disney, in ESPN Africa und ESPN2 Africa umbenannt.

#### Australien
Der australische Ableger wurde 2007 über die Satellitenplattform von Foxtel gestartet. 2014 wurde Setanta Sports Australia von der katarischen beIN Media Group übernommen und in beIN Sports umbenannt.

#### USA
Der amerikanische Ableger von Setanta Sports wurde 2005 gestartet. Damals war es möglich, Setanta Sports USA über Satellitenanbieter wie DirecTV oder Dish Network zu empfangen.
Nachdem die britischen Sender 2009 unter Zwangsverwaltung gestellt wurden, wurde der amerikanische Ableger 2010 von Fox Sports übernommen und in Fox Soccer Plus umbenannt. Leonard Ryan, einer der Mitgründer von Setanta Sports, erklärte: „Wir kamen zu dem Schluss, dass es für die Gruppe am besten wäre, den US-Markt zu verlassen und uns auf andere Märkte zu konzentrieren, in denen wir im Sportfernsehen eine größere Rolle spielen können. Diese Transaktion ermöglicht uns, dies zu erreichen und neue Möglichkeiten zu erschließen.“

#### Kanada
Der kanadische Ableger wurde 2007 als ein Joint Venture zwischen Setanta Sports und dem Telekommunikationsunternehmen Rogers Communications gestartet.
Im Juli 2011 erwarb Rogers den Anteil von Setanta Sports und der Kanal wurde im Oktober 2011 in Sportsnet World umbenannt, wodurch der Sender Mitglied des Sportsnet-Netzwerks wurde.

## Programm
Zu den Sportprogrammen, die alle zusammen auf Setanta Sports zu finden sind, zählen:
Fußball
- Premier League
- Serie A
- Ligue 1
- Bundesliga
- 2. Bundesliga
- DFL-Supercup
- Primera División
- Segunda División
- EFL Championship
- EFL League One
- EFL League Two
- Eredivisie
- Scottish Professional Football League
- Scottish Premiership
- Premjer-Liha
- Jupiler Pro League
- Saudi Professional League
- UEFA Champions League
- UEFA Super Cup
- UEFA Youth League
- UEFA Europa League
- UEFA Conference League

Rennsport
- Formel 1
- Extreme E

Tennis
- ATP Tour
- WTA Tour

Kampfsport
- Ultimate Fighting Championship
- Professional Fighters League
- Bellator MMA

Hockey
- National Hockey League

Basketball
- National Basketball Association
- EuroLeague